# یوگاماش
یوگاماش (انگلیسی: Yugamash) یک شهرک در شهرستان یانائولسکی استان باشقیرستان کشور روسیه است.